# Geisleden
Geisleden is een gemeente in de Duitse deelstaat Thüringen, en maakt deel uit van de Landkreis Eichsfeld.
Geisleden telt 971 inwoners.